# Xyla Foxlin
Xyla Foxlin (født	29. juni 1996 i USA) er en amerikansk ingeniør, iværksætter og youtuber, der arbejder for at få flere kvinder til at interessere sig for teknologi og ingeniørvidenskab.

## Uddannelse og karriere
Xyla Foxlin udgik fra Case Western Reserve University, Cleveland, Ohio, i 2019 som diplomingeniør i generel teknik med fokus på mekatronik (sammenskrivning af mekanik og elektronik) og kreativ teknologi. Fra 2017 til 2020 fungerede hun som administrerende direktør for non-profit organisationen Beauty and the Bolt, som har til formål at sænke adgangsbarrieren for kvinder og minoriteter i STEM-fagene (Science, Technology, Engineering, Mathematics). Foxlin har herefter beskæftiget sig med at udarbejde YouTube-tutorialvideoer, der guider seerne gennem tekniske projekter.

## YouTube
Foxlin designer og bygger projekter, der kræver bearbejdning af træ og ingeniørfærdigheder, og poster YouTube-videoer om, hvordan hun lykkes med at bygge dem. For eksempel byggede hun i 2021 efter anmodning fra en med-youtuber, Derek Muller, en vinddrevet modelbil med propel, der kører hurtigere end vinden der driver den. Bilens hjul driver en turbine, og får propellen til at rotere baglæns og generere fremdrift. Medvinden får propellen til at snurre hurtigere, hvilket overføres til hjulene, der nu skubber bilen hurtigere frem end den oprindelige vindhastighed. Foxlin var i stand til at bygge bilen efter studier af den optimale måde hvorpå kraften fra hjulene ville kunne overføres til at dreje propellen.
I februar 2021 sendte Foxlin et diadem ud i rummet ved hjælp af vejrballonteknologi. Ballonen var udstyret med et kamera til at optage flyvningen og sende data tilbage til hendes fjernkontrol. Kameraet, men ikke diademet, blev fundet flere hundrede kilometer væk.
I maj 2021 byggede hun en kraftig træraket på fem dage. Hun byggede en kajak af klar glasfiber og tændte den indvendigt med et væld af farvede LED-lys, så hendes håndværk, som hun kaldte Rainbowt, lyser op på vandet selv om natten.
I en anden video tog Foxlin på en rejse gennem det sydlige og vestlige USA og samlede stykker af træ fra træer, der voksede i hver sin stat, som hun bearbejdede til puslespilsbrikker af træ, der efter de var samlet dannede et kort over landet.
I 2021 designede Foxlin en skudsikker kjole og skød derefter kugler mod kjolen for at se, om kevlar-materialerne i kjolen var effektive til at stoppe kuglerne.
Ved juletid i 2021 skød hun sammen med Joe Barnard et syv fod højt juletræ 100 meter op i luften med en raket der var skubbet ind i træet.